# Phildel
Phildel Hoi Yee Ng, nota semplicemente come Phildel (Londra, 1983), è una cantautrice, pianista e produttrice discografica inglese di origine cinese e irlandese.
La sua musica è caratterizzata da un indie pop molto personale, ricco di suggestioni elettroniche, neoclassiche, dark e, qualche volta, dance. I suoi testi sono molto intimi e denotano delle singolari modalità espressive basate su frasi interrotte e ricche di sottintesi.

## Biografia
La madre di Phildel, quando la piccola aveva solo nove anni, si risposò con un fondamentalista islamico di origini egiziane. Da quel momento Phildel fu costretta a cambiare religione, abbigliamento e stile di vita. Fu persino costretta a cambiare nome in Zara e trasformata in una schiava domestica. Il patrigno vietò inoltre ogni forma di musica profana, impedendole di ascoltare radio e CD, di suonare il pianoforte e di cantare. Fortunatamente, trovò l'amicizia degli insegnanti di musica e pianoforte della scuola. Le ore passate con loro erano diventate un angolo di pace in cui poter scrivere e comporre la propria musica. All'età di diciassette anni, Phildel scappò di casa per vivere libera e inseguire i propri sogni.
L'infanzia ha comunque lasciato il segno in Phildel, sia dal punto di vista psicologico sia dal punto di vista musicale. Ad esempio, fatica a ricordarsi i nomi delle popstar, ammette di dover migliorare la propria cultura musicale e parla di composizione musicale in termini di "forme" e "colori".
Nell'agosto del 2016 Phildel e il compagno, Christopher Young, sono diventati genitori di due gemelli, Dylan e Finn.

## Carriera
Dopo essere fuggita di casa, ha raccolto i soldi per comprare un computer di seconda mano e alcuni software musicali, cominciando a registrare le sue prime demo casalinghe. Nel giro di poco tempo, ha attirato l'attenzione di Roger Watson, direttore musicale della Chrysalis Music, che le ha permesso di collaborare con Spike MaClaren nello studio dei Massive Attack e con Sam Dixon (conosciuto per le sue collaborazioni con vari artisti, tra cui KT Tunstall e Duffy).
Nel 2007, Phildel ha scritto il brano strumentale al pianoforte The Kiss, che è stato utilizzato dalla Apple per lo spot pubblicitario dell'iPad (terza generazione) della Apple. La traccia "Piano B", invece, è stata usata per uno spot di Expedia e per un'importante campagna cinematografica francese. Nel 2008, la traccia Everyone's Memory Is Snow (rinominata A Better World), è stata usata per lo spot di una compagnia assicurativa supportata da Zinédine Zidane.
Nel 2008, Phildel firma il contratto discografico con la Warner Music e inizia a lavorare al Metropolis Recording Studio per completare il suo album d'esordio, Qi. Uscito nel 2010, l'album prende il nome dalla parola cinese per "energia" ed è totalmente strumentale, al pianoforte. Successivamente Phildel è passata alla Decca Records, che ha prodotto il suo secondo album nonché primo cantato: The Disappearance of the Girl, pubblicato il 4 marzo 2013. La promozione dell'album, avvenuta attraverso concerti, interviste ed esibizioni televisive e radiofoniche, è stata molto scarna per volere della stessa Phildel, che non regge molto lo stress e ama la vita tranquilla e casalinga. Per undici dei dodici brani dell'album sono stati girati dei videoclip; l'unica eccezione è costituita da Funeral Bell.
Nell'estate del 2013 ha collaborato al terzo album di Sleepthief, Mortal Longing, che uscirà però 17 agosto 2018; Phildel ha cantato e co-scritto due brani: Dust & Cloud, che è stato rilasciato come singolo e di cui è stato pubblicato un videoclip, e Where The Heart Is. Sempre nel 2013, Phildel ha intrapreso un tour nordamericano.
Nel novembre dello stesso anno, la cantautrice ha collaborato con Peter S. Beagle (autore del romanzo L'ultimo unicorno) per la canzone Dark Water Down, che mischia poesia e musica. Nello stesso mese, ha inoltre pubblicato l'EP The Glass Ghost, promosso attraverso i videoclip di Comfort Me e Celestial. Successivamente,  Phildel decide di abbandonare le grandi case discografiche per autoprodursi attraverso la propria etichetta, la Yee Inventions, finanziata anche grazie alle donazioni dei fan su Patreon. Ciò permette all'artista di potersi esprimere in totale libertà e secondo i propri ritmi.
Il 4 febbraio 2015 è stata pubblicata la versione rimasterizzata di Qi.
Nel giugno 2016 Phildel ha pubblicato Ritual Black, un EP contenente quattro tracce, come esclusiva per i suoi donatori Patreon.
Il 23 settembre 2016 è uscito Mythologie, quindicesimo album in studio dei Delerium, nel quale Phildel ha cantato in due brani, Ritual e Zero, entrambi estratti come singoli.
il 28 settembre è uscito The Deep, primo singolo di Wave Your Flags; al singolo è stato dedicato un videoclip animato in 2D creato da Youri Dekker, disegnatore e animatore della Pixar Animation Studios che ha lavorato a Coco e Gli Incredibili 2. The Deep è stato poi premiato come miglio video musicale al British Animation Film Festival del 2019. Il 19 gennaio è stato poi pubblicato il singolo Electric Heights, il 5 aprile Glide Dog e il 26 dello stesso mese Oh Love; il primo e il terzo sono stati promossi anche con dei videoclip dedicati. Il 3 marzo è infine stato pubblicato l'album Wave Your Flags, che è stato descritto come più elettronico e dark rispetto alle pubblicazioni precedenti di Phildel. Il 17 agosto 2020 Phildel ha pubblicato il videoclip di Wild Sea.
Il 22 dicembre 2019 Phildel ha pubblicato il singolo The Stag vs. the Hare, mentre il 20 marzo 2020 è stata la volta di Earth Alone; questi due brani al pianoforte sono stati inseriti, assieme ad altri due, nell'EP interamente strumentale Earth Alone, pubblicato il 18 luglio.
Il 6 febbraio 2021 Phildel pubblica Winterscapes, un EP contenente remix e versioni acustiche di alcuni suoi brani.
Il 29 luglio 2022 anticipa il suo nuovo progetto discografico cantato col singolo Into the Wood, seguito il 30 settembre da Monolith e il 23 dicembre da Fires; di tutti e tre sono stati pubblicati anche dei videoclip.

## Discografia

### Album in studio
- 2010 - Qi
- 2012 - The Disappearance of the Girl
- 2019 - Wave Your Flags
- 2024 - Into the Woods

### EP
- 2009 - The Cut-Throat EP
- 2010 - Tales from the Moonsea
- 2013 - The Glass Ghost
- 2016 - Ritual Black
- 2020 - Earth Alone
- 2021 - Winterscapes

### Singoli
- 2012 - The Kiss
- 2012 - Storm Song
- 2018 - The Deep
- 2019 - Electric Heights
- 2019 - Glide Dog
- 2019 - Oh Love
- 2019 - The Stag vs. the Hare
- 2020 - Earth Alone
- 2022 - Into the Woods
- 2022 - Monolith
- 2022 - Fires

### Collaborazioni
- 2014 - nel singolo Dust & Cloud di Sleepthief, poi incluso nell'album Mortal Longing, pubblicato nel 2018
- 2016 - nel singolo Ritual e nel brano Zero dei Delerium, contenuti nell'album Mythologie

### Videoclip
- 2012 - Storm Song
- 2013 - The Disappearance of the Girl
- 2013 - Union Stone
- 2013 - Afraid of the Dark
- 2013 - Beside You
- 2013 - The Wolf
- 2013 - Moonsea
- 2013 - Mistakes
- 2013 - Dare
- 2013 - Switchblade
- 2013 - Comfort Me
- 2014 - Celestial
- 2014 - Dust & Cloud (di Sleepthief)
- 2014 - Holes in Your Coffin
- 2018 - The Deep
- 2019 - Electric Heights
- 2019 - Oh Love
- 2020 - Wild Sea
- 2022 - Into the Woods
- 2022 - Monolith
- 2022 - Fires